# Huey
Huey és una població dels Estats Units a l'estat d'Illinois. Segons el cens del 2000 tenia 196 habitants.

## Demografia
Segons el cens del 2000, Huey tenia 196 habitants, 75 habitatges, i 54 famílies. La densitat de població era de 445,2 habitants/km².
Dels 75 habitatges en un 37,3% hi vivien nens de menys de 18 anys, en un 57,3% hi vivien parelles casades, en un 9,3% dones solteres, i en un 28% no eren unitats familiars. En el 24% dels habitatges hi vivien persones soles el 14,7% de les quals corresponia a persones de 65 anys o més que vivien soles. El nombre mitjà de persones vivint en cada habitatge era de 2,61 i el nombre mitjà de persones que vivien en cada família era de 3,13.
Per edats la població es repartia de la següent manera: un 29,1% tenia menys de 18 anys, un 7,1% entre 18 i 24, un 33,2% entre 25 i 44, un 18,9% de 45 a 60 i un 11,7% 65 anys o més.
L'edat mediana era de 36 anys. Per cada 100 dones de 18 o més anys hi havia 90,4 homes.
La renda mediana per habitatge era de 36.250 $ i la renda mediana per família de 46.875 $. Els homes tenien una renda mediana de 29.038 $ mentre que les dones 17.500 $. La renda per capita de la població era de 17.695 $. Aproximadament el 9,8% de les famílies i el 7,6% de la població estaven per davall del llindar de pobresa.

## Poblacions més properes
El següent diagrama mostra les poblacions més properes.